# Cordillère Noire
La cordillère Noire (en espagnol : Cordillera Negra) est un massif montagneux qui se situe dans la région d'Ancash, au Pérou. Elle fait partie de la cordillère des Andes. Le Coñocranra (es) (5 181 m) est son point culminant, visible depuis la ville de Chimbote.
Un autre sommet notable de la cordillère Noire est le Flery Punta (es) (ou Carhuacocha) qui s'élève à 5 070 m. 
La cordillère Noire est délimitée au nord-est par la Callejón de Huaylas.